# 司马锽
司马锽（?—?），洛州温（今河南温县）人，出自三祖司马氏琅琊房，北魏琅邪王司马楚之的后裔，唐、武周时期官员，历任侍御史、徐州刺史、黄门侍郎，官居正三品。
武则天即位初年，实行吏部糊名科举考试时，司马锽与王适、刘宪、梁载言并列第二等。司马锽应对的题目是《对紫芝白兔判》，见载于《全唐文》。
司马锽由天官侍郎刘奇荐举，在693年担任监察御史，在长安四年武则天施行宰相检校制度时，司马锽是以本职检校担任徐州刺史，同时任命的20人中，仅有他和薛谦光的政绩最佳，最为称职。
唐中宗神龙年间，司马锽在黄门侍郎任上去世。

## 延伸阅读
[在维基数据编辑]
 在维基文库阅读此作者作品
 《舊唐書/卷190中》，出自刘昫《舊唐書》